# Кодинский
Кодинский — посёлок муниципального образования «Каменский городской округ» Свердловской области.

## Этимология
Поселение получино свой название по реке Кода (она же Када), гидроним имеет эвенкийское происхождение со значением «скала, утёс».

## География
Посёлок Кодинский муниципального образования «Каменский городской округ» расположен в 9 километрах (по автотрассе в 10 километрах) к западу-северо-западу от города Каменск-Уральский. В посёлке расположена одноимённая железнодорожная станция Кодинский железнодорожной ветки Екатеринбург — Курган.

## История
23 мая 1978 года Решением облисполкома № 340 был упразднён Щербаковский сельсовет, а посёлок Кодинский и посёлок Госдороги были переданы в состав Новозаводского сельсовета Синарского района города Каменска-Уральского.
1 октября 2017 года посёлок в рамках административно-территориального устройства области передан в состав Каменского городского округа. Теперь посёлок находится в составе округа и в рамках муниципального и в рамках административного устройства.

## Население
| 2002 | 2010 | 2021 |
| ---- | ---- | ---- |
| 14   | ↘0   | ↗5   |

Структура
По данным переписи 2002 года национальный состав следующий: русские — 77 %.